# Italien i olympiska sommarspelen 1976
Italien deltog i de olympiska sommarspelen 1976 med en trupp bestående av 210 deltagare, 183 män och 27 kvinnor, vilka deltog i 122 tävlingar i 20 sporter. Landet slutade på fjortonde plats i medaljligan, med två guldmedaljer och 13 medaljer totalt.

## Medaljer
| Medalj | Namn                                                                                         | Sport      | Gren                           |
| ------ | -------------------------------------------------------------------------------------------- | ---------- | ------------------------------ |
| 1      | Fabio dal Zotto                                                                              | Fäktning   | Herrarnas florett              |
| 1      | Klaus Dibiasi                                                                                | Simhopp    | Herrarnas höga hopp            |
| 2      | Giuseppe Martinelli                                                                          | Cykling    | Herrarnas linjelopp            |
| 2      | Sara Simeoni                                                                                 | Friidrott  | Damernas höjdhopp              |
| 2      | Maria Consolata Collino                                                                      | Fäktning   | Damernas florett               |
| 2      | Fabio dal Zotto Carlo Montano Stefano Simoncelli Giovanni Battista Coletti Attilio Calatroni | Fäktning   | Herrarnas lagtävling i florett |
| 2      | Mario Aldo Montano Michele Maffei Angelo Arcidiacono Tommaso Montano Mario Tullio Montano    | Fäktning   | Herrarnas lagtävling i sabel   |
| 2      | Franco Cagnotto                                                                              | Simhopp    | Herrarnas svikt                |
| 2      | Italiens herrlandslag i vattenpolo                                                           | Vattenpolo | Herrarnas turnering            |
| 3      | Giancarlo Ferrari                                                                            | Bågskytte  | Herrarnas tävling              |
| 3      | Felice Mariani                                                                               | Judo       | Lättvikt                       |
| 3      | Roberto Ferraris                                                                             | Skytte     | Snabbpistol                    |
| 3      | Ubaldesco Baldi                                                                              | Skytte     | Trap                           |

## Basket
Herrar
Gruppspel
| Lag             | V | F | PF  | PA  | PD  | Poäng |
| --------------- | - | - | --- | --- | --- | ----- |
| USA             | 5 | 0 | 394 | 349 | +45 | 10    |
| Jugoslavien     | 4 | 1 | 364 | 343 | +21 | 9     |
| Italien         | 3 | 2 | 349 | 344 | +5  | 8     |
| Tjeckoslovakien | 2 | 3 | 418 | 406 | +12 | 7     |
| Puerto Rico     | 1 | 4 | 321 | 363 | −42 | 6     |
| Egypten         | 0 | 1 | 64  | 105 | −41 | 1     |

## Bågskytte
Damernas individuella tävling
- Franca Capetta — 2339 poäng (→ 12:e plats)
- Ida Dapoian — 2282 poäng (→ 19:e plats)

Herrarnas individuella tävling
- Giancarlo Ferrari — 2495 poäng (→  Brons)
- Sante Spigarelli — 2419 poäng (→ 10:e plats)

## Cykling
Herrarnas linjelopp
- Giuseppe Martinelli — 4:47:23 (→  Silver)
- Vittorio Algeri — 4:47:23 (→ 8:e plats)
- Roberto Ceruti — 4:49:01 (→ 26:e plats)
- Carmelo Barone — 4:49:01 (→ 31:a plats)

Herrarnas lagtempo
- Carmelo Barone
- Vito Da Ros
- Gino Lori
- Dino Porrini

Herrarnas sprint
- Giorgio Rossi — eliminerad i kvartsfinalen (→ 8:e plats)

Herrarnas tempolopp
- Massimo Marino — 1:08,488 (→ 10:e plats)

Herrarnas förföljelse
- Orfeo Pizzoferrato — 5:e plats

Herrarnas lagförföljelse
- Sandro Callari
- Cesare Cipollini
- Rino De Candido
- Giuseppe Saronni

## Friidrott
Herrarnas 800 meter
- Carlo Grippo
  - Heat — 1:47,21
  - Semifinal — 1:46,95
  - Final — 1:48,39 (→ 8:e plats)

Herrarnas 5 000 meter
- Venanzio Ortis
  - Heat — 13:52,40 (→ gick inte vidare)

Herrarnas 4 x 100 meter stafett
- Vincenzo Guerini, Luciano Caravani, Luigi Benedetti och Pietro Mennea
  - Heat — 39,35s
  - Semifinal — 39,39s
  - Final — 39,08s (→ 6:e plats)

Herrarnas maraton
- Francesco Fava — 2:14:24 (→ 8:e plats)
- Massimo Magnani — 2:16:56 (→ 13:e plats)
- Giuseppe Cindolo — fullföljde inte (→ ingen placering)

Herrarnas höjdhopp
- Rodolfo Bergamo
  - Kval — 2,16m
  - Final — 2,18m (→ 6:e plats)

- Riccardo Fortini
  - Kval — 2,05m (→ gick inte vidare)

- Oscar Raise
  - Kval — 2,05m (→ gick inte vidare)

Herrarnas längdhopp
- Roberto Veglia
  - Heat — 7,48m (→ gick inte vidare)

Herrarnas diskuskastning
- Armando Devincentis
  - Kval — 62,26m
  - Final — 55,86m (→ 15:e plats)

- Silvano Simeon
  - Kval — 59,06m (→ gick inte vidare)

Herrarnas 20 km gång
- Armando Zanbaldo — 1:28:25 (→ 6:e plats)
- Vittorio Visini — 1:29:31 (→ 8:e plats)
- Roberto Buccione — 1:30:40 (→ 10:e plats)

## Fäktning
Herrarnas florett
- Fabio Dal Zotto
- Carlo Montano
- Stefano Simoncelli

Herrarnas lagtävling i florett
- Carlo Montano, Fabio Dal Zotto, Stefano Simoncelli, Giovanni Battista Coletti, Attilio Calatroni

Herrarnas värja
- John Pezza
- Nicola Granieri
- Marcello Bertinetti

Herrarnas lagtävling i värja
- John Pezza, Nicola Granieri, Fabio Dal Zotto, Marcello Bertinetti, Giovanni Battista Coletti

Herrarnas sabel
- Mario Aldo Montano
- Michele Maffei
- Angelo Arcidiacono

Herrarnas lagtävling i sabel
- Mario Aldo Montano, Mario Tullio Montano, Michele Maffei, Tommaso Montano, Angelo Arcidiacono

Damernas florett
- Maria Consolata Collino
- Carola Mangiarotti
- Giulia Lorenzoni

Damernas lagtävling i florett
- Maria Consolata Collino, Giulia Lorenzoni, Doriana Pigliapoco, Susanna Batazzi, Carola Mangiarotti

## Modern femkamp
Herrarnas individuella tävling i modern femkamp vid olympiska sommarspelen 1976
- Daniele Masala
- Pierpaolo Cristofori
- Mario Medda

Herrarnas lagtävling i modern femkamp vid olympiska sommarspelen 1976
- Daniele Masala
- Pierpaolo Cristofori
- Mario Medda